# Malin Broberg

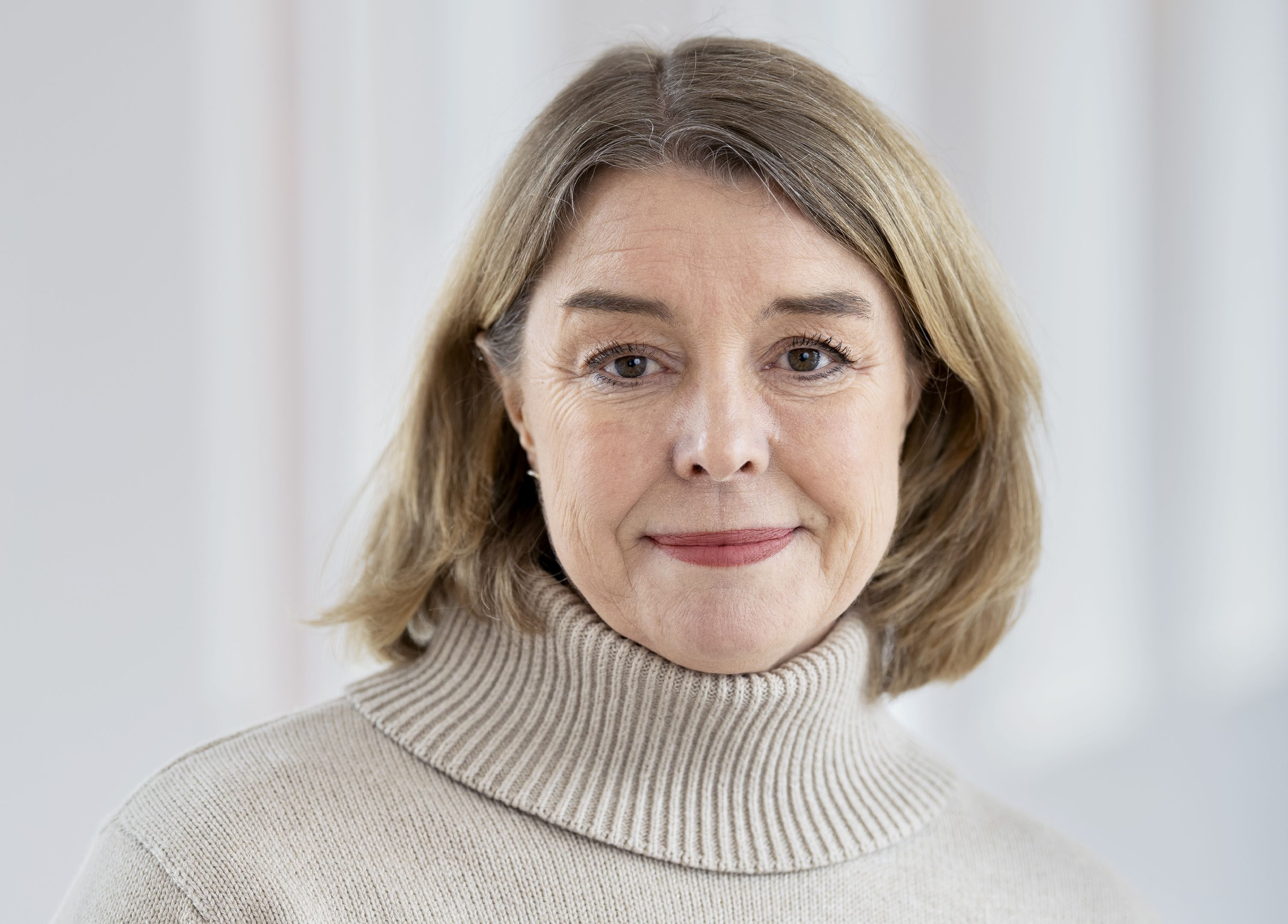
Malin Broberg

Malin Broberg är född 1971 och är sedan 2023 rektor vid Göteborgs universitet.
Hon läste sin grundutbildning vid Umeå universitet och är legitimerad psykolog. 2004 disputerade hon i psykologi vid Göteborgs universitet. Malin Broberg är sedan 2013 professor i psykologi. Hennes forskning spänner över flera områden som hur det svenska välfärdssystemet fungerar för familjer med barn med funktionsnedsättningar, hur olika individer hanterar stress och hur skador på hjärnan påverkar barns utveckling.
Malin Broberg har tillbringat perioder utomlands, främst i USA. Under åren 2013 till 2016 var hon FoU-samordnare inom Västra Götalandsregionens förvaltning för habilitering och hälsa. Hon har under tre år varit huvudsekreterare för International Association for the Scientific Study of Intellectual and Developmental Disabilities (IASSIDD).
Malin Broberg valdes in i Samhällsvetenskapliga fakultetens styrelse 2012 och utsågs till dekan för fakulteten 2018. 
I maj 2023 utsåg regeringen Malin Broberg till rektor för Göteborgs universitet, med start från 1 juli. 

## Segling
Malin Broberg har tävlat i jolle-segling sedan hon var åtta år. Tillsammans med Johan Röök blev hon svensk mästare i klassen 505 åren 2021 och 2022. I Nordiska Mästerskapen blev paret tvåa år 2022 och i klassen RS500 tog paret ett VM-silver 2015.